# Astreopora eliptica
Astreopora eliptica е вид корал от семейство Acroporidae.

## Разпространение
Видът е разпространен в Австралия, Американска Самоа, Гуам, Индия, Индонезия, Мианмар, Микронезия, Палау, Папуа Нова Гвинея, Самоа, Северни Мариански острови, Фиджи и Филипини.

## Описание
Популацията на вида е намаляваща.